# 8 Brygada Artylerii Polowej (austro-węgierska)
8 Brygada Artylerii Polowej (8. Art.-Brig., 8. FABrig.) – brygada artylerii polowej cesarskiej i królewskiej Armii.

## Historia brygady
1 maja 1885 roku w Pradze została utworzona 8 Brygada Artylerii (niem. 8. Artillerie-Brigade). Brygada była podporządkowana komendantowi 8 Korpusu, a w jej skład wchodził:
- 8. Czeski Pułk Artylerii Korpuśnej w Pradze,
- 15. Ciężki Dywizjon w Pradze,
- 16. Ciężki Dywizjon w Pradze[1].

W tym samym roku 16. Ciężki Dywizjon został przeniesiony do Rokycan (niem. Rokitzan).
Organizacja pokojowa w 1914 roku:
- Pułk Haubic Polowych Nr 8
- Pułk Armat Polowych Nr 22
- Pułk Armat Polowych Nr 23
- Pułk Armat Polowych Nr 24
- Dywizjon Ciężkich Haubic Nr 8

## Komendanci brygady
- płk Karl Ludwig (1885 – )
- GM Rudolf Laube (1914)